# 斯廷內特 (肯塔基州)
斯廷內特（英語：Stinnett）是位於美國肯塔基州萊斯利縣的一個非建制地區。

## 地理
斯廷內特所處的海拔為高於海平面277米（即909英呎），而該地所採用的時區為UTC-5，即北美東部時區（EST）。同時該地設有夏令時間，為UTC-5調快一小時，即UTC-4（EDT）。